# 29437 Marchais
29437 Marchais è un asteroide della fascia principale. Scoperto nel 1997, presenta un'orbita caratterizzata da un semiasse maggiore pari a 2,3222233 au e da un'eccentricità di 0,2333612, inclinata di 10,43480° rispetto all'eclittica.
L'asteroide è dedicato all'astronomo amatoriale francese Denis Marchais.